# Jason Plato
Pour les articles homonymes, voir Plato.
Jason Plato, né le 14 octobre 1967 à Oxford, en Angleterre, est un pilote automobile britannique habitant Monte-Carlo. Il a remporté un titre en BTCC à l'édition 2001 sur Vauxhall et un deuxième en 2010 sur une Chevrolet Cruze. Pilote réputé rugueux, il a livré de somptueuses batailles avec le pilote français Yvan Muller.